# École de l'Air
Fundada em 1933, a École de l'Air (EA) é uma escola de engenharia, instituição de ensino superior público localizada na cidade do Salon-de-Provence, França. É da Academia da Força Aérea Francesa.
A École de l'Air está entre as mais prestigiadas grandes écoles de 
Engenharia da França. EA é uma parte do Conférence des grandes écoles.
Campus da École de l'Air situa-se no pólo universitário da Base aérienne 701.
A escola treina pilotos, engenheiros e técnicos. Dispõe de Mastères Spécialisés graus (em parceria com a École nationale de l'aviation civile e Institut supérieur de l'aéronautique et de l'espace) e um MOOC em defesa aérea.

## Graduados famosos
- Stéphane Abrial, chefe do Estado-Maior da Força Aérea da França
- Caroline Aigle, primeira mulher piloto de caça do Exército do ar da França
- Patrick Baudry, astronauta da CNES
- Jean-Loup Chrétien, cosmonauta e primeiro francês a ir ao espaço
- Léopold Eyharts, astronauta da Agência Espacial Europeia e brigadeiro-general da força aérea francesa
- Jean-Pierre Haigneré, cosmonauta francês
- Michel Tognini, ex-astronauta da Agência Espacial Européia